# Viola tripartita
Viola tripartita Elliott – gatunek roślin z rodziny fiołkowatych (Violaceae). Występuje naturalnie w Stanach Zjednoczonych – w Alabamie, na Florydzie, w Georgii, Kentucky, Missisipi, Północnej Karolinie, Ohio, Pensylwanii, Południowej Karolinie, Tennessee, Wirginii i Wirginii Zachodniej. W całym swym zasięgu jest gatunkiem najmniejszej troski, ale regionalnie – na Florydzie, w Missisipi oraz Wirginii Zachodniej – jest krytycznie zagrożony.

## Morfologia
PokrójBylina dorastająca do 10–40 cm wysokości. Pędy w liczbie od jednego do dwóch, wyprostowane, nagie lub owłosione, wyrastają z nieco zdrewniałych kłączy.
LiścieLiście odziomkowe nie występują lub w liczbie od jednego do dwóch, ich blaszka liściowa ma owalny kształt (czasami 3–5-klapowana), mierzy 4–5 cm długości oraz 1–5 cm szerokości, jest całobrzega lub karbowanie piłkowana na brzegu, ma sercowatą nasadę i ostry wierzchołek, jej powierzchnia jest naga lub mniej lub bardziej owłosiona, ogonek liściowy jest nagi lub owłosiony i osiąga 9–11,5 cm długości, przylistki są owalne, lecz nie przypominające liści, całobrzegie, o ostrym lub spiczastym wierzchołku, ich powierzchnia jest naga lub owłosiona. Liście łodygowe wyrastają na końcach pędów, są podobne do odziomkowych, lecz są owalne, deltoidalne lub potrójnie klapowane (jeśli są 3-klapowane to ich boczne klapy są sierpowate, a środkowe rombowe, dłuższe niż pozostałe, liście nieklapowane i 3-klapowane mogą występować na tej samej roślinie), mierzą 1–6 cm długości oraz 0,5–5,5 cm szerokości, jest piłkowana na brzegu, ma ściętą lub klinową nasadę, a jej powierzchnia jest naga lub owłosiona, ogonek liściowy jest nagi lub owłosiony i osiąga 0,7–7,2 cm długości, a przylistki są od owalnych po podługowatych.
KwiatyPojedyncze, osadzone na nagich lub owłosionych szypułkach o długości 1,5–4 cm, wyrastających z kątów pędów. Mają działki kielicha o kształcie od lancetowatego do owalnego. Płatki mają cytrynowo-żółtą barwę od środka, natomiast dwa górne płatki (rzadziej pozostałe) są brązowo-purpurowe od zewnątrz, dwa boczne są brodate i czasami z brązowo-purpurowymi żyłkami, najniższy płatek mierzy 10–19 mm długości, z brązowo-purpurowymi żyłkami, sporadycznie brodaty, posiada garbatą ostrogę o długości 0,5–2 mm i żółtej barwie. Główka słupka jest brodata.
OwoceNagie torebki mierzące 9–12 mm długości, o kształcie od jajowatego do elipsoidalnego. Nasiona mają beżową lub brązową barwę i osiągają 2,4–3 mm długości.

## Biologia i ekologia
Rośnie w żyznych lasach, na wysokości od 50 do 1600 m n.p.m. Kwitnie od marca do maja.
Liczba chromosomów 2n = 12.